# Gerhard Kaniak

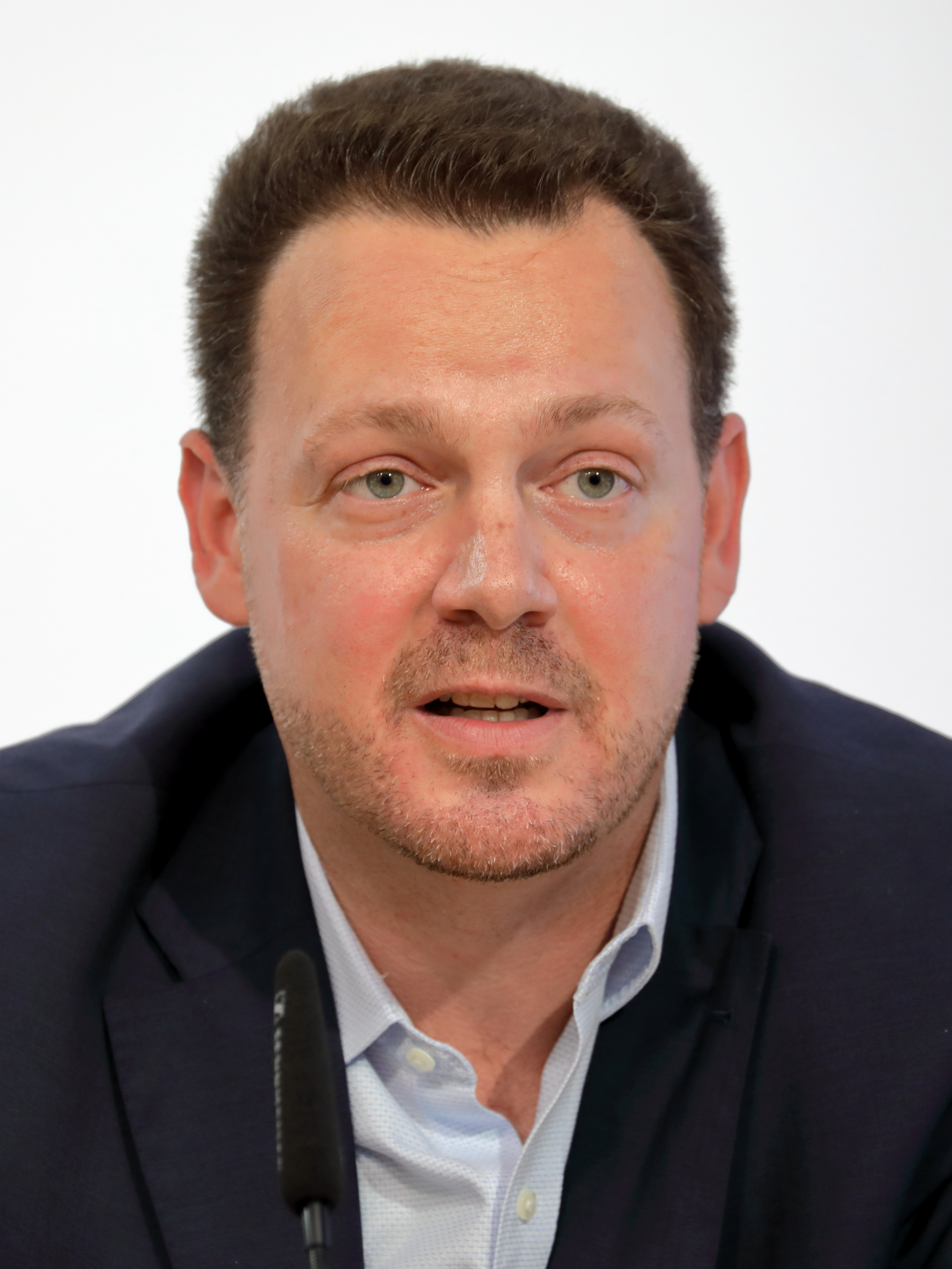
Gerhard Kaniak (2020)

Gerhard Klaus-Peter Kaniak (* 6. März 1979 in Wien) ist ein österreichischer Politiker der Freiheitlichen Partei Österreichs (FPÖ).

## Leben
Gerhard Kaniak absolvierte die Volksschule in Seewalchen sowie das Gymnasium in Vöcklabruck, an welchem er im Jahr 1997 maturierte.
Nach dem einjährigen Präsenzdienst bei den Panzergrenadieren studierte er von 1998 bis 2006 Pharmazie an der Universität Wien. Im Juli 2007 bekam er das staatliche Apothekerdiplom. Seit den 2010er Jahren ist er an mehreren Firmen als Teilhaber und Kommanditist beteiligt.
Kaniak ist Mitglied der FPÖ und war von 2009 bis 2011 Ersatzgemeinderat in Seewalchen. Seit 2015 sitzt er für die FPÖ im Gemeinderat von Schörfling am Attersee.
Nach der Nationalratswahl 2017 zog Kaniak als Mandatar in das österreichische Parlament ein. Seit 2020 ist er Mitglied und Vorsitzender des Gesundheitsausschusses des österr. Nationalrates. Seit 2022 gehört er zu den Unterstützern der Idee Haus der Verantwortung in Braunau am Inn.
Kaniak ist Alter Herr der Wiener akademischen Burschenschaft Albia, sowie der Schülerverbindungen Gothia Meran und Wiking zu Linz und Leonding.